# アメリカ陸軍予備役コマンド
アメリカ陸軍予備役コマンド（アメリカりくぐんよびえきこまんど、United States Army Reserve Command：USARC）はアメリカ陸軍予備役に所属する組織。アメリカ陸軍予備役部隊を指揮し、部隊の人員配置、訓練、管理、展開について責任を負う。約205,000人の陸軍予備役兵士が所属している。予備役コマンドは運用・機能コマンド、支援コマンド、訓練コマンドの3つの従属コマンドで構成されている。予備役コマンド自体は、同じノースカロライナ州フォートブラッグに駐屯しているアメリカ陸軍総軍（FORSCOM）の指揮下にある。

## 任務
アメリカ陸軍予備役コマンド（USARC）の任務は、国家軍事戦略を支援するため、常に予備役部隊及び予備役兵士が動員、展開することができるように訓練、準備することである。予備役コマンドは、その指揮下にある兵士の訓練、装備、管理、支援、動員、維持などに関連する全ての予備役運用任務を担当する。予備役コマンドの司令部には、20以上の部署があり、それぞれがコマンドの全体的な使命の達成に貢献するために、個別の使命と機能を担っている。
- 人員、兵站、訓練、資源管理などの作戦グループは、アメリカ本土の陸軍予備役の兵士と部隊の管理、訓練、装備に関する日常の業務を処理する。
- 技術参謀関連の部署では、全国の予備役コマンドと陸軍予備役部隊に技術的支援とガイドラインを提供する。この部署には、広報、安全、企業関連のものも存在する。
- 作戦参謀関連の部署には、予備役コマンドの指導者とその他の参謀が所属している。指導者には、司令官、副司令官、参謀長、コマンド最上級曹長が該当する。その他の参謀は、法務監察官（法律関連）、監察官、歴史管理官、従軍牧師が該当する。

## 歴史

### アメリカ陸軍予備役総監の設立
アメリカ陸軍予備役の拡大発展の過程で、合衆国議会の公聴会による調査と陸軍の大規模な再編が続いた。1965年から1966年にかけてロバート・マクナマラ国防長官が陸軍予備役を陸軍州兵の部隊に統合しようとしたが、その試みは失敗の終わった。1976年、議会は予備役権利章典と予備役活性化法を可決した。この2つの法令は、予備役部隊のリーダーシップを明確化したことを最大の特徴とする。陸軍は、これらの法令に基づいて陸軍参謀総長の陸軍予備役に関する顧問として陸軍予備役総監（CAR）を必置の職として新設した。しかし、陸軍予備役の指揮系統自体は、1973年まで、大陸陸軍司令部（CONARC）の指揮下にあった。その後、大陸陸軍が再編され、後継組織のアメリカ陸軍総軍（FORSCOM）に移管されている。なお、しばらくの間は、この2つの法令は、予備役政策に関する議会の厳しい審議を事実上排除していた。

### 議会による指揮統制計画の策定の指示
1988年、合衆国下院歳出調査委員会が、予備役政策に関する議論を再燃させた。委員会は、陸軍予備役に、事実上、陸軍予備役総監とアメリカ陸軍総軍による二重の指揮系統が存在していることを明らかにした。さらに空軍予備役や海軍予備役と異なり、陸軍予備役総監は単独で、予備役に関する指揮権を持っていなかった。1989年、議会は、陸軍に陸軍予備役の指揮統制計画を策定すべく指示を出した。議会と陸軍は議論を交わしながら、陸軍総軍を中心とする陸軍予備役の指揮統制系統の計画を策定しようとしたが、非常に困難であった。
アメリカ陸軍総軍、陸軍予備役総監室（OCAR）、陸軍省、議会は、それぞれ独自の計画を持っていたため、指揮統制計画の策定には、陸軍のそれぞれの主要コマンドから陸軍総軍の主要な従属コマンドまで、多岐にわたる調整が必要であった。

### 陸軍総軍の主要な従属コマンドとして
1990年1月18日、陸軍予備役総監とアメリカ陸軍総軍司令官は合意に達し、これが陸軍予備役に関する新たなコマンドの設置に向けての大きな一歩となった。その合意を受けたアメリカ陸軍の計画では、コマンドを、陸軍総軍の主要な従属コマンドとして組織することになった。そこで、陸軍総軍は、陸軍予備役の部隊に対する全体的な方針を策定することになった。その中で、陸軍総軍の監督下で、予備役コマンド設立のための実施手順などの各計画を準備することになった。陸軍総軍に予備役コマンドを従属させることにより、現役と予備役の戦力を統合することが究極の目的とされた。

### 陸軍予備役コマンド計画グループ
予備役コマンド設立のための計画策定と予備役兵士の人員配置の見直しが進む中、アメリカ陸軍総軍は、1990年3月に予備役コマンドの詳細な設立計画（人員配置、手当、組織、運用マニュアルなど）を発表し、これを実行するために陸軍予備役コマンド計画グループを設立した。計画グループは、設立予定の陸軍予備役コマンド司令部の中核組織に発展解消する予定となった。一方、合衆国議会と陸軍は、今後の行動方針について見解が分かれていた。そういった対立の最中にあっても、陸軍予備役総監室と陸軍総軍司令部は、陸軍予備役コマンドの資金管理に関する調整を続け、合意に達していた。

### 陸軍予備役コマンド（暫定）
1990年10月1日に発出された恒久命令第183号13（Permanent Order 183-13）によって、アメリカ陸軍予備役コマンド（暫定）が設立された。合衆国議会も、1990年11月に1991会計年度国防権限法を可決し、この命令に法的な根拠を与えた。アメリカ本土の全ての陸軍予備役部隊を、コマンド司令官の指揮下に移管した（ただし、特殊作戦部隊に指定された部隊と国防長官が特に指定した部隊は除く。）。この法律は、コマンドの試験的運用期間を2年間と設定し、この試験期間中には、陸軍長官による、コマンドの進捗状況と有効性の評価を支援するための独立委員会が置かれていた。また予備役権利章典と予備役活性化法が可決されてから23年を経て、陸軍予備役総監はコマンド司令官となり、陸軍予備役の正式な司令官となった。

### 完全な運用コマンドへの発展
アメリカ陸軍予備役コマンドを完全な運用コマンドへ発展させるためのタイムスケジュールを1年と決定し、その間に様々な課題が処理された。また合衆国議会は、新コマンドのドクトリン策定を指示した。アメリカ陸軍総軍とアメリカ陸軍予備役コマンド（暫定）は、組織と運用についてのマニュアルなど、双方で異なる点の解消を数か月間にわたり取り組んだ。他に、アメリカ本土に存在する他の陸軍コマンドや陸軍総軍から、陸軍予備役部隊を予備役コマンドの指揮下に移管するための計画と、予備役コマンドの司令部の位置の策定、設立に向けての人材確保など、多岐にわたる準備が進められた。そして、1991年10月18日発出された恒久命令第54号15（Permanent Order 54-15）によって、正式にアメリカ陸軍予備役コマンドが設立された。

### コマンド司令部の位置の変遷
1990年春、ジョージア州フォート・ギレムの906号館に、アメリカ陸軍予備役コマンド（暫定）の暫定司令部を置くことが決定され、実際に司令部として使用された。その後、アメリカ陸軍予備役コマンドは、アトランタのキャンプ・クリーク・パークウェイにあるキャンプ・クリーク・ビジネス・センターのリース施設を含む2つの施設に暫定司令部を移転し、1997年秋にフォート・マクファーソンに移転し、そこに恒久的な司令部を設置した。2011年に、司令部を現在のノースカロライナ州フォートブラッグに移転した。

## 編制

### 運用・機能コマンド
- アメリカ陸軍予備役航空コマンド（ケンタッキー州フォート・ノックス）
- 第1任務支援コマンド（プエルトリコフォート・ブキャナン）
- 第7任務支援コマンド（ドイツラムシュタイン空軍基地）
- 第200憲兵コマンド（メリーランド州フォート・ミード）
- 第335通信コマンド（戦場）（ジョージア州イースト・ポイント）
- 第377維持コマンド（戦場）（ルイジアナ州ベル・チェイス）
- 第76運用対応コマンド（旧第76歩兵師団）（ユタ州ソルトレイクシティ）
- 第79戦場維持コマンド（旧第79歩兵師団）（カリフォルニア州ロス・アラミトス）
- 第412戦場工兵コマンド（ミシシッピ州ヴィックスバーグ）
- 第416戦場工兵コマンド（イリノイ州ダリエン）
- 陸軍予備役衛生コマンド（フロリダ州ピネラスパーク）
- 第3衛生コマンド（展開支援）（ジョージア州フォレストパーク）
- 第807衛生コマンド（展開支援）（ユタ州フォート・ダグラス）
- 軍事情報即応コマンド（バージニア州フォート・ベルボア）
- アメリカ陸軍民事活動・心理作戦コマンド（空挺）（ノースカロライナ州フォートブラッグ）

### 支援コマンド
- 第9任務支援コマンド（ハワイ州フォート・シャフター）：アメリカ太平洋陸軍により運用され、ハワイ州、アラスカ州、アメリカ領サモア、日本、韓国、グアム、サイパン島を管轄とする。
- 第63即応師団（旧第63歩兵師団）（カリフォルニア州マウンテンビュー）：カリフォルニア州、ネバダ州、ニューメキシコ州、アリゾナ州、テキサス州、オクラホマ州、アーカンソー州を管轄とする。
- 第81即応師団（旧第81歩兵師団）（サウスカロライナ州フォート・ジャクソン）：フロリダ州、ルイジアナ州、ミシシッピ州、アラバマ州、ジョージア州、ノースカロライナ州、サウスカロライナ州、ケンタッキー州、テネシー州、プエルトリコを管轄とする。
- 第85支援コマンド（旧第85歩兵師団）（イリノイ州アーリントンハイツ）：アメリカ陸軍第1軍に対し、訓練支援と兵站支援を実施する[3]。
- 第88即応師団（旧第88歩兵師団）（ミネソタ州フォート・スネリング）：ワシントン州、オレゴン州、アイダホ州、モンタナ州、ワイオミング州、ノースダコタ州、サウスダコタ州、ユタ州、コロラド州、ネブラスカ州、カンザス州、ウィスコンシン州、ミシガン州、イリノイ州、インディアナ州、ミネソタ州、アイオワ州、ミズーリ州、オハイオ州を管轄とする。
- 第99即応師団（旧第99歩兵師団）（ニュージャージー州マクガイア・ディックス・レイクハースト統合基地）：ニュージャージー州、ニューヨーク州、ニューハンプシャー州、ペンシルベニア州、マサチューセッツ州、バーモント州、ロードアイランド州、ウェストバージニア州、メリーランド州、デラウェア州、メイン州、コネチカット州、バージニア州を管轄とする。
- アメリカ陸軍予備役法務コマンド（メリーランド州ゲイザースバーグ）

### 訓練コマンド
- 第75革新コマンド（旧第75訓練コマンド）（テキサス州ヒューストン）
- 第80訓練コマンド（陸軍学校システム）（旧第80師団）（バージニア州リッチモンド）
  - 第94訓練師団（軍隊維持）（旧第94歩兵師団）（バージニア州フォート・リー）
  - 第100訓練師団（作戦支援）（旧第100歩兵師団）（ケンタッキー州フォート・ノックス）
  - 第102訓練師団（戦技支援）（旧第102歩兵師団）（ミズーリ州フォート・レオナード・ウッド）
- 第84訓練コマンド（戦闘支援訓練）（旧第84師団）（ケンタッキー州フォート・ノックス）
  - 第78訓練師団（運用）（旧第78歩兵師団）（ニュージャージー州マクガイア・ディックス・レイクハースト統合基地）
  - 第86訓練師団（決定的行動）（旧第86歩兵師団）（ウィスコンシン州フォート・マッコイ）
  - 第91訓練師団（運用）（旧第91師団）（カリフォルニア州フォート・ハンター・リゲット）
  - 大西洋訓練師団（ニュージャージー州フォート・ディックス）
  - 五大湖訓練師団（イリノイ州フォート・シェリダン）
  - 太平洋訓練師団（カリフォルニア州ダブリン・パークス予備役訓練地区）
- 第108訓練コマンド（初期入隊訓練）（旧第108師団）（ノースカロライナ州シャーロット）：アメリカ陸軍訓練教義コマンドの運用下で陸軍予備役兵士に対し陸軍基礎訓練を実施。
  - 第95訓練師団（初期入隊訓練）（旧第95歩兵師団）（オクラホマ州フォート・シル）
  - 第98訓練師団（初期入隊訓練）（旧第98歩兵師団）（ジョージア州フォート・ベニング）
  - 第104訓練師団（リーダー訓練）（旧第104歩兵師団）（ワシントン州ルイス・マッコード統合基地）

## 部隊章

### 袖章

予備役コマンドの袖章

陸軍予備役コマンドの袖章（SSI）は、1⁄8インチ（0.32cm）の黄色の線に囲まれた、全体の直径3インチ（7.6cm）の円形のものである。2匹のハクトウワシの頭が背中合わせに連結され、くちばしは黄色、目は黒くデザインされている。双頭の鷲の紋章は、コマンドの標語「二面性の市民 "Twice the Citizen"」と、その予備役任務を象徴するものである。鷲の頭は反対方向を向いており、高い警戒心と幅広い能力と専門知識を表している。赤、白、青はアメリカを象徴する色であり、金は卓越性を表現している。

### 特徴的部隊記章

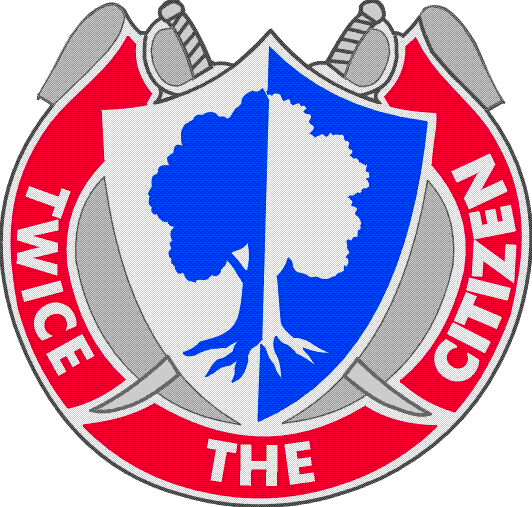
予備役コマンドの特徴的部隊記章

陸軍予備役コマンドの特徴的部隊記章は、エナメル加工された銀色の金属を台座としている。全体の幅は1 1⁄8インチ(2.9センチメートル)で、淡い銀と青で装飾された盾があしらわれ、その中に葉が生い茂る大木が描かれている。その盾の後ろでは、2本のサーベルが交差し、いずれの先端も記章の下部に描かれた「TWICE THE CITIZEN」の標語が刻まれている緋色のレリーフを貫いている。青と緋色（赤）、淡い銀はアメリカを象徴し、緋色（赤）はまた勇気と犠牲も表現している。2本のサーベルは一般市民と予備役兵士としての二重の責任を示すとともに、平和と兵士の任務の統合が盾の大木によって表されている。これら2つの任務の性質は、盾の分割と、その色の対比により、さらに強調され、コマンドの標語も意識されている。大木は、強さ、持久力、成長を通して平和を希求し、維持することを表している。アメリカ陸軍予備役コマンドの特徴的部隊記章は、1991年3月7日に初めて認可された。